# Sesso occasionale
Il sesso occasionale è un'attività sessuale tra due o più individui che prescinde da una forma di relazione sentimentale tra questi.
Si tratta di un rapporto particolare, che è caratterizzato da un'assenza di impegno, coinvolgimento emotivo o familiarità tra i partner sessuali.

## Contesto
La diffusione del sesso occasionale tra le pratiche sociali è legata al fatto che negli esseri umani l'atto sessuale non avviene esclusivamente per riprodursi e quindi come un'azione meramente istintiva; è invece un fattore caratterizzante di molti stati psicologici e fisiologici. Questa separazione della sessualità dalla sola funzione di riproduzione è spesso considerata un tratto che distingue gli esseri umani dagli altri animali.

### Benefici
La sessualità è un punto di riferimento per l'emotività e la socializzazione dell'individuo. Per gli esseri umani il sesso è determinante per l'affermazione della propria mascolinità o femminilità, così come per il rafforzamento o il mantenimento della propria autostima. In questo contesto si parla di "salute sessuale", riferendosi a un completo stato di benessere fisico, mentale e sociale, strettamente legato al modo in cui una persona vive la propria intimità sessuale. In mancanza di relazioni strutturate, anche il sesso occasionale sembra importante per il mantenimento di questo stato. 
Dal punto di vista fisiologico, dopo l'attività sessuale si ha una riduzione della tensione. Si ritiene che questa riduzione attenui i dolori fisici, soprattutto cervicali, attraverso il rilascio di endorfine.
Secondo una ricerca dell'Università di Münster, l'attività sessuale può essere efficace contro la cefalea a grappolo, una delle forme più dolorose e invalidanti di mal di testa. I neurologi hanno tenuto sotto osservazione per due anni oltre 400 pazienti affetti da questa patologia e li hanno sottoposti a controlli e interviste periodiche: oltre la metà di coloro che hanno avuto rapporti sessuali durante un attacco di cefalea hanno riferito una sensibile riduzione dei sintomi dolorosi, e un paziente su cinque ne ha decretato la totale scomparsa.
Un altro disturbo che sembra migliorare dopo i rapporti sessuali è la parassitosi delirante o sindrome di Ekbom, detta anche sindrome delle gambe senza riposo. La sindrome colpisce soprattutto le donne tra i 35 e i 50 anni quando sono a letto, provocando un desiderio irrefrenabile di muovere le gambe ma anche dolori e formicolii che impediscono di prendere sonno. Uno studio condotto nel 2020 presso l'Università statale di San Paolo (Brasile) evidenzia gli effetti benefici del sesso per combattere la sindrome.

### Rischi
Un tipico elemento della sessualità occasionale è il rapporto sessuale non protetto, che può facilitare la trasmissione di malattie sessualmente trasmissibili. Altri rischi includono le gravidanze indesiderate.

## Basi psicologiche

### Psicologia maschile
L'individuo di sesso maschile è stato spesso considerato più incline al sesso occasionale rispetto alla donna. Nella psicologia evoluzionista questa idea viene collegata alla possibilità fisica del maschio di avere numerosi figli senza dover necessariamente occuparsi delle difficoltà della gravidanza o dell'assistenza ai figli. Gli impulsi connessi vengono ricollegati alle parti più antiche del cervello umano (tronco encefalico e sistema limbico), meno condizionabili da vincoli razionali.
Secondo la sessuologa canadese Meredith Chivers una base per questi comportamenti è data dal fatto che dalla nascita la mente maschile è abituata a ricevere costantemente informazioni e pulsioni dalla zona inguinale, differentemente dalla donna. Questo elemento fa sì che tra corpo e cognizione si sviluppi un circuito sessuale in cui l'uno influenza l'altro in modo rapido e direttamente corrispondente, facilitando la piena espressione maschile nella sessualità, soprattutto in quella di tipo occasionale, legata principalmente ad un impulso biologico.

### Psicologia femminile
Dal primo decennio del XXI secolo la classica concezione che vedeva l'uomo molto distante dalla mentalità femminile nella coppia, come l'animale alla continua ricerca della libidine sessuale, a caccia di una gratificazione di natura ormonale, è sottoposta a diverse critiche. Si sta dissolvendo il pensiero per cui le due sessualità siano cosi profondamente incongruenti; la credenza è che la donna si sia sempre più annullata in termini di libido sessuale e di sessualità occasionale, per non infrangersi sullo scoglio dei luoghi comuni, ma che di fatto sia proprio la specie femminile ad ambire continuamente a novità in questo ambito.
Nel laboratorio alla Queen's University, in seguito ad alcuni test svolti dalla nota sessuologa canadese Meredith Chivers, è risultato che la gamma di stimoli in grado di eccitare una donna è decisamente più ampia rispetto a quella dell'uomo. I dati raccolti mostrano che gli uomini eterosessuali, rispondono prevalentemente agli stimoli tipici del loro orientamento sessuale. Ovvero, messi di fronte a un catalogo visivo di amplessi sessuali di vario tipo, tendono a preferire le immagini di esclusivi rapporti eterosessuali. Viceversa, nelle donne non si notano degli standard ben definiti: è stato possibile vedere come la maggioranza femminile risulta sollecitata oltre che dalla mascolinità, dalle scene di sesso tra due uomini, di quelle tra due donne, e perfino da quelle tra bonobo o Pan paniscus. Questa flessibilità femminile nel campo della libido sessuale, mostra come anche le donne siano curiose di sperimentare i molteplici approcci e metodi sessuali presenti in natura. Questo interesse è agevolato dalla sessualità occasionale che facilita la completa libertà di espressione, talvolta grazie ad alcuni metodi in cui è possibile mantenere l'anonimato.

## Tipologie

### Incontro singolo
Per incontro occasionale (a volte chiamato "one-night stand" in inglese) si intende un rapporto sessuale tra individui, in cui almeno una delle parti non ha intenzione o aspettativa immediata di stabilire una relazione sessuale o romantica a lungo termine. Solitamente avviene tra persone sconosciute o con poca confidenza, e può sfociare in una serie di più incontri tra i partner, o terminare non appena terminato il rapporto.

### Cybersesso
Con il termine cybersesso (dall'inglese: 'cyber-sex') si intende un'attività sessuale tra due o più partner che viene eseguita attraverso strumenti telematici, grazie alla connessione tramite una rete. Quest'attività comprende una simulazione di atto sessuale o l'invio reciproco di immagini o video a sfondo sessuale, il tutto regolato dall'immaginazione e dall'uso di chat (messaggistica istantanea) in cui si descrivono esplicitamente le azioni che i due partner stanno svolgendo.
Il cybersesso può rientrare in una relazione (soprattutto in quelle a distanza), fungendo per esempio da canale sessuale attraverso il quale la coppia può coltivare il lato intimo pur vivendo separatamente. L'uso più diffuso di questo tipo di pratica è tuttavia quello tra persone sconosciute, in cui queste avvalendosi della possibilità di rimanere anonime grazie all'utilizzo di strumenti appositi (applicazioni specifiche, siti web, ecc.), camuffano alcuni caratteri della loro fisionomia e ne mettono in evidenza altri, al solo scopo di soddisfare la libido senza alcuna inibizione.

### Scambismo
Nella pratica dello scambismo, una o più coppie di partner decidono consapevolmente e apertamente di praticare attività di tipo sessuale con partner diversi da quelli con i quali condividono un legame affettivo. Si tratta di relazioni sentimentali vissute con più partner contemporaneamente come nel caso della poligamia, ma di una forma di 'tradimento' consenziente che ha a che fare unicamente con la sfera sessuale. Talvolta, all'interno di questa pratica è incluso, appunto, lo scambio di partner tra due coppie distinte grazie al quale si trae piacere sessuale osservando il proprio partner (voyeurismo) o viceversa, esibendosi per lui.
A praticare lo scambismo è un numero considerevole di coppie, che principalmente praticano sesso occasionale per apportare un senso di novità e varietà alle loro vite sessuali, altrimenti limitate dalle convenzioni sociali, o per semplice istinto conoscitivo. Gli scambisti descrivono il sesso all'interno di questa loro concezione come più esplicito e deliberato e quindi più onesto dell'infedeltà; alcune coppie vedono questa pratica come un mezzo salutare e genuino per rafforzare la loro relazione.

### Hooking up
Con "Hooking up" si intende un incontro sessuale che avviene in maniera casuale e coinvolge il piacere fisico senza necessariamente includere legami emotivi o impegno a lungo termine. Il termine è stato coniato dalla frase "Age of Hooking up" che nello slang americano significa, appunto, 'l'età del 'beccarsi', dell'incontrarsi. L'uso di tale termine è dovuto a ricerche effettuate negli Stati Uniti su un'ampia gamma di studenti universitari di entrambi i sessi (circa 2 500 interviste anonime) che avevano come tema quello della sessualità. 
A svolgere questa particolare attività sono prevalentemente adolescenti o ragazzi che da poco hanno superato la maggiore età. Alla base di questa ricerca del sesso senza legame sentimentale, c'è la paura della relazione, dei vincoli che questa impone e di saper gestire le emozioni che possono insorgere. 
Nei campus americani tale esperienza è regolamentata come se si trattasse di un gioco in cui non è previsto alcun coinvolgimento emotivo; nonostante questa concezione, in molte occasioni i partner tendono a sviluppare una vera e propria relazione in seguito a questa attività.
L'hooking up non è equivalente al tipico incontro tra due individui che può risolversi in un rapporto di natura sessuale: è un accordo tacito a cui si aderisce tramite l'utilizzo di social network (Facebook, Twitter, ecc.) o con post-it lasciati nei punti strategici del college (in bagno ad esempio).